# William Liller
William Liller, né le 1er avril 1927 à Philadelphie et mort le 28 février 2021 à Viña del Mar, est un astronome américain.

## Biographie
Il a été professeur d'astronomie à l'université du Michigan et à l'université Harvard et est devenu spécialiste en archéo-astronomie. Il a écrit plusieurs livres, parmi lesquels on peut citer Space Astrophysics (1961) et The Cambridge Guide to astronomical discovery (1992). Liller est membre de l'UAI, de l'American Astronomical Society (AAS), l'Académie américaine des Arts et des Sciences et l'AAVSO.
En 1949 il obtient sa licence (B.Sc.) à l'université Harvard. En 1950 il obtient sa maîtrise (Master of Arts) à l'université du Michigan. En 1953 il reçoit son doctorat en astronomie à l'université du Michigan.
En 1952, il est assistant à l'observatoire McMath-Hulbert de l'université du Michigan, à partir de 1953 il travaille à divers postes dans cette université puis est devenu professeur d'astronomie en 1970.
Il se marie à Martha Locke Hazen, dont il divorce en 1982, et avec laquelle il a eu deux enfants. Lorsqu'il atteint l'âge de la retraite, il décide de déménager au Chili où il reprend l'activité d'astronome amateur.

## Découvertes
| (2449) Kenos | 8 avril 1978    |
| (3040) Kozai | 23 janvier 1979 |

En 1977, il découvre l'amas globulaire Liller 1.
Le Centre des planètes mineures lui attribue la découverte de deux astéroïdes, faite entre 1978 et 1979.
Le 11 janvier 1988, il découvre la comète périodique C/1988 A1 (Liller), le premier membre connu du groupe de Liller.
Parmi ses découvertes, on peut compter jusqu'à 40 novas, réalisées entre janvier 1983 et novembre 2008, y compris la deuxième explosion des novas V745 Scorpii et IM Normae. Cinq de ces novas ont été co-découvertes par d'autres astronomes.

## Récompenses
L'astéroïde (3222) Liller lui est dédié. Il reçoit en 1964 le prix Guggenheim Fellowship pour l'astronomie. Un autre astéroïde à sa demande est appelé (3086) Kalbaugh en l'honneur de son père, Carroll Kalbaugh Liller. En 2000, il reçoit le Prix Moai d'Or.